# Протогермански език
Прагерманският език е праезикът на групата на германските езици.
Смята се, че той се обособява от протоиндоевропейския език около V век пр. Хр. в Северна Европа, претърпява продължително развитие и към V век сл. Хр. се разделя на три клона, от които произлизат по-късните западногермански, източногермански и северногермански езици.